# Ymelda Marie-Louise
Ymelda Marie-Louise est une autrice, compositrice, chanteuse et interprète, née en Haïti. Elle est baptisée dans la religion vaudou avant de quitter Haiti. Ymelda a immigré en Martinique depuis son plus jeune âge puis à Paris.

## Biographie

### Carrière musicale
Elle a composé à 15 ans sa première chanson: «Mon cœur est comme un train qui file...» Elle chante plusieurs rythmes. Elle a déjà signé cinq albums: Deux albums avec le groupe créative, un album compas, deux albums de «mizic rasin» (musique racine) qui mêlent des rythmes vaudou et traditionnels haïtiens.
En 2017 l'Institut Français du Qatar l'invite à Doha dans le cadre du spectacle Un voyage en Francophonie. Le 18 mai 2018 elle se produit à Tropiques-Atrium, la scène nationale de Fort de France.
Le 8 janvier 2021 elle participe à un spectacle rendant hommage aux déesses afro-descendantes à Fort-de-France dont la mise en scène est signée Jean Erns Marie-Louise. Création originale faisant appel à des artistes pluridisciplinaires d'horizons divers, elle partage la performance sur scène est partagée avec Ghassen Fendri (guitariste-compositeur-arrangeur), Lionel Lauret (plasticien chargé des lumières) et Jean-Erns Marie-Louise, metteur en scène. Le 30 septembre 2022 elle se produit à Limoges dans un spectacle à l'Écho des divinités.
Trente cinq ans plus tard[Quoi ?], elle entame une création musicale et un voyage initiatique au Togo en quête de ses racines mystiques[réf. nécessaire].

### Vie personnelle
Elle est une femme engagée et développe l'esprit entrepreneurial. Ymelda tient un restaurant à Fort-de-France.

## Discographie

### Albums
- 2013 : Little Do[10]